# Trouble☆Witches
Trouble☆Witches est un dojin shoot them up horizontal du Studio Siesta, sorti en 2007 sur PC.
Il est paru aussi sur borne d’arcade le 1er juillet 2009 avec 4 personnages supplémentaires.
Trouble☆Witches Neo ! était disponible en version Xbox 360 (Xbox Live Arcade) du 27 avril 2011 au 29 septembre 2015.
Trouble☆Witches Origin sorti en version Steam le 22 novembre 2016.
Trouble☆Witches Final! sorti en version PlayStation 4 et Nintendo Switch le 6 juillet 2023.

## Personnages

### Personnages du début (toutes les versions)
- Pril Patowle (プリル・パトアール, Puriru Patoāru?) : apprenti sorcière
- Aqua Seep Seal (アクア・シープ・シール, Akua Sīpu Sīru?)/Lady Aqua (Neo!) : idole du monde aquatique.
- Yuki Longate (ユーキ・ロンゲート, Yūki Rongēto?)/Valorie Longate (Neo!): garçon manqué du château du ciel

### Personnages du début (Origin & Final!)
- Kozakura Fuminoimiki (文忌寸 コザクラ, Fuminoimiki Kozakura?) : une onmyōshi qui cherche sa sœur

### Personnages téléchargeable (Origin & Final!)
- Lemiel (レミエル, Remieru?)
- Nata De Cotton (ナタ・デ・コットン, Nata De Kotton?) : une jeune sorcière qui cherche à manger le willow. Elle vient des jeux Cotton. Le but de la fée Silk est de retournez vers le monde d'origine, mais celle de Cotton veut avoir plus de willows.

### Personnages du début (Final!) et téléchargeable (Origin)
- Yoko Redstar (ヨーコ・レッドスター, Yōko Reddosutā?)
- Peropero (ペロペロ, Peropero?)

### Personnages du début (AC) et téléchargeable (Origin)
- Symphony Porlatt/Cynfy Porat (シンフィー・ポーラット, Sinfī Pōratto?)/Symphony Porlatt (Neo!) : princesse du royaume des fées
- Louis Leondyke (ルイ・レオンダイク, Rui Reondaiku?)/Louie Leondyke (Neo!)

### Personnages caché (AC & Neo !) et téléchargeable (Origin)
- Conon Mildiazzh Krakov (コノン・ミルディアッツェ・クラーコフ, Konon Mirudiattze Kurākofu?)/Conan Mishke Krakov (Neo!)
- Raya Arcturus (ラーヤ・アークトゥルス, Rāya Ākutwurusu?)/Lyra Arctauras (Neo!)

### Personnages du début (Neo !)
- Sakurako Kujo (九条桜子, Kujō Sakurako?) : une onmyōshi Anime Otaku

### Personnages téléchargeable (Neo !)
- Rucka Jurjevna Vinocour (リュッカ・ユーリエヴナ・ヴィノクール, Ryukka Yūrievuna Vinokūru?)/Luca Yurievna Vinakol

### Amalgam et ses Enfants
- Chime Brown (チャイム・ブラウン, Chaimu Buraun?)/Bella Chimes (Neo!) : troisième fille d’Amalgam.
  - Jillpeale (ジルペール, Jirupēru?)/Palindrome (Neo!) : 1er boss sorti par Chime.
- Wrinkle & Mell Mail (リンクル&メルル・メール, Rinkuru to Meruru Mēru?)/Celeste & Venus Borialis (Neo!) : quatrième et cinquième fille jumelle d’Amalgam.
  - Pannio & Oesel (パンニオ&オエセル, Pannio to Oeseru?)/Amaranth & Baarase : 2e boss sorti par Whinkle et Mell.
- Snowberry White (スノーベリー・ホワイト, Sunōberī Howaito?)/Blizzard Zapfen (Neo!) : deuxième fille d’Amalgam.
  - Illuesion (イリュシオン, Iryushion?)/Apophis (Neo!) : 3e boss sorti par Snowberry.
- Lili Reacmaier (リリー・レクメイア, Rirī Rekumeia?)/Lilly Solemn (Neo!) : fille aînée d’Amalgam.
  - Gull Voln (ガル・ヴォルン, Garu Vorun?)/Grimoire (Neo!) : 4e boss sorti par Lili.
- Malcem Yukika (マルセム・ユキカ, Marusemu Yukika?)/Malcolm Korajus (Neo!) : fils d’Amalgam.
  - Evel Ericshel (エリクシール, Erikusīru?)/Elixir (Neo!) : 5e boss invoqué par Malcem possédé.
- Amalgam Caries (アマルガム・カリエス, Amarugamu Kariesu?)/Amalgam Kallous (Neo!) : 6e boss.

### Autres
- Pumpkin Sisters (パンプシスターズ, Panpukin Sisutāzu?) : marchands
  - Ptheni (プッチーニ, Pucchīni?)/Autumn (Neo!)
  - Pelu (ペルゥ, Perū?)/Jules (Neo!)
- Sies Fabric Tinydream (シエス・ファブリク・タイニードリーム, Shiesu Faburiku Tainīdorīmu?): demi-boss des niveaux. Personnage jouable dans la version PC et AC for NESiCAxLive.
- Tsues Kiltig Weissvasa (ツエス・キルティグ・ヴァイスヴァーサ, Tsuesu Kirutigu Vaisuvāsa?): demi-boss des niveaux depuis Origin.
- Draupnir (ドラウプニール, Doraupunīru?): boss final du jeu.